# Bulgarische Wertpapierbörse
Die Bulgarische Wertpapierbörse in Sofia, kurz BWB (bulgarisch Българска фондова борса/Bălgarska fondowa Borsa; englisch bzw. international Bulgarian Stock Exchange, kurz BSE) wurde 1995 gegründet und setzte die Tradition der Sofioter Wertpapierbörse (bulg. Софийска фондова борса) fort, welche von 1914 bis 1947 existierte. Die Bulgarische Wertpapierbörse unterhält eine enge Kooperation mit der Deutschen Börse; beide teilen unter anderem Systeme und Infrastrukturen, seit 2008 ist auch der Handel mit dem elektronischen Handelssystem Xetra in Sofia möglich. Weitere Kooperationen existieren mit der Athener Börse (seit 2001), des Russian Trading System (2002), der Börse Skopje (2003) und der Wiener Börse (2006).

## Geschichte

### Sofioter Wertpapierbörse
Die ersten Anfänge des Wertpapierhandels in Bulgarien wurden im Jahre 1907 gelegt, als das erste Börsengesetz vom bulgarischen Parlament verabschiedet wurde, das die Struktur und Tätigkeit einer Wertpapier- und Warenbörse regelte. Am 15. April 1914 erfolgte durch den Zarenerlass Nr. 7 die Gründung der Sofioter Wertpapierbörse (bulg. Софийска фондова борса). Der tatsächliche Handel startete jedoch erst im Januar 1918 mit Aktien von zunächst 21 Unternehmen. 1922 wurde eine Börsenordnung verabschiedet, die die Leitung, Aufbau und Struktur der Börse, sowie Vorschriften zur Zulassung von Personen zum Besuch und Teilnahme an Handel der Börse regelte.
Zwischen 1925 und 1928 wurde der Handel an der Börse ausgesetzt. Mit dem Beginn der Weltwirtschaftskrise 1929 fielen die Aktien stark und erreichten 1932 ihr niedrigstes Niveau. Während der Krise blieb die Börse geöffnet, jedoch wurde nur ein symbolischer Handel betrieben. Nach dem Ende der Krise aktivierte sich der Handel und bald wurden wieder mehr als 30 Unternehmen an der Börse gelistet. Ab 1933 erholte sich die Börse und erreichte 1939 gemessen an Kursen und Handelsvolumen den höchsten Stand der Zwischenkriegszeit. Während des Zweiten Weltkriegs blieb die Börse geöffnet, die Umsätze stiegen sogar.
Nach der Machtergreifung der Kommunistischen Partei in Bulgarien 1945 wurde der gesamte Finanzsektor verstaatlicht und das Börsensystem abgeschafft. Die Börse selbst wurde durch ein entsprechendes Gesetz 1947 geschlossen.

### Bulgarische Wertpapierbörse
Der private Finanzsektor, sowie der Devisen- und Kapitalmarkt, wurden nach dem Ende der kommunistischen Ära (1989/90) im Juli 1991 per Gesetz wieder zugelassen. Im Oktober desselben Jahres wurde die Erste Bulgarische Wertpapierbörse AG (bulg. Първа българска фондова борса), kurz EBW, gegründet. Im Zeitraum von 1992 bis 1994 existierten in Bulgarien mehr als 20 regionale Börsen und der Handel war noch nicht gesetzlich geregelt. Diese Regulierung erfolgte im Juli 1995 durch das Gesetz über Wertpapiere, Wertpapierbörsen und Investmentgesellschaften (bulg. Закона за ценните книжа, фондовите борси и инвестиционните дружества). Gleichzeitig wurde eine Kommission für Wertpapiere und Börsenhandel (bulg. Комисия по ценните книжа и фондовите борси), kurz KWB, ins Leben gerufen.
Im Dezember 1995 wurde die Bulgarische Wertpapierbörse durch fünf Börsen – die EBW, die Plowdiwer Wertpapierbörse (bulg. Пловдивска фондова борса), die Schwarzmeer-Wertpapierbörse (bulg. Черноморска фондова борса), die Warenbörse Donau (Стокова борса “Дунав”) und die Wertpapierbörse Nord (bulg. Фондова борса “Север”) – gegründet. Im Oktober 1996 wurde der Handel von der Aufsichtsbehörde EWB, wegen regelmäßiger Verstöße einiger Unternehmen gegen gesetzlichen Regelungen, geschlossen.
Im Juli 1997 wurde die Bulgarische Wertpapierbörse in Bulgarische Wertpapierbörse Sofia AG umbenannt. Im August desselben Jahres wurde eine neue Börsenordnung verabschiedet. Am 21. Oktober 1997 konnte die BWB nach einjähriger Unterbrechung wieder den Handel mit Aktien von mehr als 1000 Unternehmen aufnehmen. Im Februar 2003 wurde das System für Onlinehandel COBOS (Client order book online system) in Betrieb genommen.

## Indizes
Der Aktienindex der Börse ist der SOFIX, der seit 20. Oktober 2000 veröffentlicht wird. Die Ausgangsbasis von 100 Punkten ist vom 1. Juli 1997.
Weitere Aktienindizes:
- BG40, seit 2005
- BGTR30, seit 2007
- BGREIT, ein Index für Unternehmen in der Immobilienbranche seit 2007

## Mitgliedschaften
Die Börse ist Mitglied bei:
- Federation of Euro-Asian Stock Exchanges
- Federation of European Securities Exchanges[1]
- Sustainable Stock Exchanges Initiative